# Coleophora crypsiphanes
Coleophora crypsiphanes é uma espécie de mariposa do gênero Coleophora pertencente à família Coleophoridae.